# 耶律學古
耶律学古（?—?），字乙辛隐。辽国政治人物。仲父房耶律释魯後裔。于越耶律洼庶孫。
耶律学古聪明好学，善于翻译詩文。保寧年間，任御盞郎君。乾亨元年（979年）北宋滅北漢，要乘勝奪回燕雲十六州，耶律学古受辽景宗之命援軍到达南京析津府。宋軍击败耶律奚底、蕭討古大軍包围府城，城内人信動揺。耶律学古用計，適宜防禦，昼夜警戒不解。宋軍三百余人夜間登城，耶律学古将其击退。遼朝援軍到达，南京之围解除。耶律学古開城門布陣，四面鳴鼓，居民大呼，声震天地。高梁河之战勝利，凱旋后以功遙任保静軍節度使，为南京馬步軍都指揮使。
乾亨二年（980年）耶律学古率漢人部队攻打北宋，转任彰国軍節度使。南方国境不安定，民众想要休养，耶律学古禁官兵寇掠以安民。北宋潘美軍分道来攻，耶律学古軍人数相对较少，虚张旗帜作疑兵。当夜在独虎峪举烽火，耶律学古派遣偵察。宋軍一队掠奪村落，耶律学古率軍攻击，奪回所掠之物，擒其将领。以後耶律学古和潘美各守边境。因功耶律学古为惕隐，去世。弟弟耶律烏不呂、耶律國留、耶律資忠，耶律昭。

## 延伸阅读
[在维基数据编辑]
 《遼史/卷83》，出自脱脱《遼史》